# Gerhard Ruf
Gerhard Ruf (bürgerlich Helmut Eugen Joseph Ruf, * 17. Oktober 1927 in Kaiserslautern; † 29. Dezember 2008 in Assisi) war ein Ordensbruder der Franziskaner-Minoriten-Provinz St. Elisabeth.

## Leben
Gerhard Ruf wurde 1927 als Sohn von Eugen und Augusta Ruf, geb. Stockmeyer geboren. Die Grundschule und das Gymnasium besuchte er in seiner Heimatstadt. Mit 17 Jahren musste er in den Krieg nach Russland, wo er 6 Monate Gefangenschaft erlebte. Zurück in der Heimat, trat er 1947 bei den Franziskanern ein. Das philosophische und theologische Studium beendete er an der Universität in Fribourg, Schweiz. Am 8. September 1951 legte er die ewigen Gelübde ab und am 18. Juli 1953 empfing er durch Julius Döpfner die Priesterweihe in Würzburg.
Zwischen 1954 und 1956 war er im Kloster Maria Eck, in den nächsten Jahren als Kaplan in Reisbach/Niederbayern. Er wirkte als Prediger in Würzburg. Am 18. Juli 1959 wurde er nach Italien geschickt als Seelsorger für die deutschsprachigen Pilger in der Basilika San Francesco.
Er war ein großer Kenner der Kunst, Verfasser zahlreicher Bücher über die Fresken und Glasfenster der Franziskus-Basilika, Fachmann für Giotto und Cimabue, Fotograf und Gründer des Fotoarchivs der Basilika und des Konventes des hl. Franziskus.

## Veröffentlichungen
- Assisi. Stadtführer. Assisi 1970.
- Franziskus und Bonaventura: die heilsgeschichtliche Deutung der Fresken im Langhaus der Oberkirche von San Francesco in Assisi aus der Theologie des Heiligen Bonaventura. Assisi 1974.
- Das Grab des Hl. Franziskus. Die Fresken der Unterkirche von Assisi. Freiburg 1981.
- Assisi. Die mystische Welt des heiligen Franziskus. Freiburg im Breisgau 1983.
- Christus ist geboren: eine Betrachtung der Bilder des linken Chorfensters der Oberkirche von San Franceso in Assisi. Assisi 1974
- Christus ist erstanden: eine Betrachtung der Bilder des rechten Chorfensters der Oberkirche von San Franceso in Assisi. Assisi 1974
- Die Fresken der Oberkirche San Francesco in Assisi. Regensburg 2004.